# Glenognatha foxi
Glenognatha foxi is een spinnensoort in de taxonomische indeling van de strekspinnen.
Het dier behoort tot het geslacht Glenognatha. De wetenschappelijke naam van de soort werd voor het eerst geldig gepubliceerd in 1894 door McCook.